# Hungarian International 1993
Die Hungarian International 1993 fanden vom 5. bis zum 7. November 1993 in Budapest statt. Es war die 18. Auflage dieser internationalen Meisterschaften im Badminton von Ungarn.

## Sieger und Platzierte
| Disziplin    | Gold                           | Silber                      | Bronze                         |
| ------------ | ------------------------------ | --------------------------- | ------------------------------ |
| Herreneinzel | Hans Sperre jr.                | Vladislav Druzchenko        | Thomas Berger                  |
| Herreneinzel | Hans Sperre jr.                | Vladislav Druzchenko        | Hannes Fuchs                   |
| Dameneinzel  | Yoo Eun-young                  | Cha Yoon-sook               | Sarah Hore                     |
| Dameneinzel  | Yoo Eun-young                  | Cha Yoon-sook               | Anne Gibson                    |
| Herrendoppel | Kai Mitteldorf Uwe Ossenbrink  | Harald Koch Jürgen Koch     | Stefan Frey Volker Renzelmann  |
| Herrendoppel | Kai Mitteldorf Uwe Ossenbrink  | Harald Koch Jürgen Koch     | Thomas Berger Björn Siegemund  |
| Damendoppel  | Kim Kyeung-ran Chung Jae-hee   | Cha Yoon-sook Yoo Eun-young | Irina Koloskova Elena Nozdran  |
| Damendoppel  | Kim Kyeung-ran Chung Jae-hee   | Cha Yoon-sook Yoo Eun-young | Sandra Beißel Nicole Grether   |
| Mixed        | Valerij Strelcov Elena Nozdran | Kai Mitteldorf Nicol Pitro  | Uwe Ossenbrink Viola Rathgeber |
| Mixed        | Valerij Strelcov Elena Nozdran | Kai Mitteldorf Nicol Pitro  | Stefan Frey Sandra Beißel      |